# Kapitał z aktualizacji wyceny
Kapitał z aktualizacji wyceny (również fundusz z aktualizacji wyceny) – obejmuje skutki aktualizacji wartości środków trwałych oraz inwestycji długoterminowych.
Kapitał z aktualizacji wyceny obejmuje:
- różnice między wartością netto środków trwałych przed i po aktualizacji, kapitał ten pomniejszają różnice z aktualizacji wyceny rozchodowanych środków trwałych, np. sprzedanych, wniesionych jako aport do innej jednostki, podarowanych, zlikwidowanych, oraz odpisy z tytułu trwałej utraty wartości środków trwałych objętych aktualizacją wyceny,
- różnice z wyceny długoterminowych aktywów finansowych.

## Źródła
- Fedak Z., Bilans oraz rachunek zysków i strat, Rachunkowość. Zamknięcie roku 2008, red. i wyd. Rachunkowość Sp. z o.o., Warszawa 2008, s. 119.